# 清明山
清明山（せいめいやま）は、愛知県名古屋市千種区にある地名。現行行政地名は清明山一丁目及び清明山二丁目。住居表示実施済み。

## 地理
名古屋市千種区北端に位置する。東は谷口町、西は萱場2丁目、南は県道（出来町通）を挟んで北千種3丁目・上野1丁目、北は東区大幸南に接する。西から順に一丁目・二丁目がある。

## 歴史

### 地名の由来
平安時代の陰陽師安倍晴明居住地であったと伝わることにちなむとする説と晴明が通りがかりに耕地に雑草が生えないようにしたという伝説にちなむという説の二説があるが、どちらにせよ晴明に由来する地名であるといえる。ただし、表記は晴明山ではなく清明山である。西春日井郡鍋屋上野村の字として1882年（明治15年）にはすでに所在していた。町域内には晴明にちなむ名古屋晴明神社が所在する。

### 沿革
- 1980年（昭和55年） - 千種区鍋屋上野町・萱場町の各一部より、千種区清明山1・2丁目として成立[3]。また、東区鍋屋上野町の一部より、東区清明山2丁目が成立[3]。
- 1984年（昭和59年） - 東区清明山2丁目が千種区清明山1・2丁目に編入される[3]。

## 世帯数と人口
2019年（平成31年）1月1日現在の世帯数と人口は以下の通りである。
| 丁目         | 世帯数  | 人口    |
| ------------ | ------- | ------- |
| 清明山一丁目 | 397世帯 | 759人   |
| 清明山二丁目 | 175世帯 | 362人   |
| 計           | 572世帯 | 1,121人 |

### 人口の変遷
国勢調査による人口の推移
| 1995年（平成7年）  | 1,189人 | [ WEB 6 ]  |  |
| 2000年（平成12年） | 1,100人 | [ WEB 7 ]  |  |
| 2005年（平成17年） | 1,058人 | [ WEB 8 ]  |  |
| 2010年（平成22年） | 1,098人 | [ WEB 9 ]  |  |
| 2015年（平成27年） | 1,101人 | [ WEB 10 ] |  |

## 学区
市立小・中学校に通う場合、学校等は以下の通りとなる。また、公立高等学校に通う場合の学区は以下の通りとなる。
| 丁目         | 番・番地等 | 小学校               | 中学校               | 高等学校 |
| ------------ | ---------- | -------------------- | -------------------- | -------- |
| 清明山一丁目 | 全域       | 名古屋市立上野小学校 | 名古屋市立振甫中学校 | 尾張学区 |
| 清明山二丁目 | 全域       | 名古屋市立上野小学校 | 名古屋市立振甫中学校 | 尾張学区 |

## 交通
町域南境を愛知県道215号田籾名古屋線（通称：出来町通）が通過し、道路上中央を基幹バス新出来町線が通過する。また、名古屋市営バス（名古屋市交通局）が当地名を冠した清明山停留所を設置しているが、当町域内ではなく上野・北千種の境に所在する。

## 施設
- 愛知県営清明山住宅
- 清明山保育園

社会福祉法人みのりの会が運営する保育園。2012年（平成24年）12月開所。
- 清明山公園

1960年（昭和35年）6月1日供用開始。
- 清明山第二公園

1959年（昭和34年）4月1日供用開始。
- 清明山南公園

1983年（昭和58年）4月1日供用開始。
- 名古屋晴明神社
- 天理教清越分教会

## その他

### 日本郵便
- 郵便番号 : 464-0087[WEB 3]（集配局：千種郵便局[WEB 16]）。

### WEB
1. ↑  “愛知県名古屋市千種区の町丁・字一覧”.   人口統計ラボ. 2016年1月29日閲覧。
2. 1 2  “町・丁目(大字)別、年齢(10歳階級)別公簿人口(全市・区別)”.   名古屋市 (2019年1月23日). 2019年1月23日閲覧。
3. 1 2  “郵便番号”.  日本郵便. 2019年1月6日閲覧。
4. ↑  “市外局番の一覧”.   総務省. 2019年1月6日閲覧。
5. ↑  “千種区の町名一覧”.   名古屋市 (2015年10月21日). 2019年1月12日閲覧。
6. ↑  総務省統計局 (2014年3月28日). “平成7年国勢調査の調査結果(e-Stat) - 男女別人口及び世帯数 －町丁・字等” (CSV). 2019年4月27日閲覧。
7. ↑  総務省統計局 (2014年5月30日). “平成12年国勢調査の調査結果(e-Stat) - 男女別人口及び世帯数 －町丁・字等” (CSV). 2019年4月27日閲覧。
8. ↑  総務省統計局 (2014年6月27日). “平成17年国勢調査の調査結果(e-Stat) - 男女別人口及び世帯数 －町丁・字等” (CSV). 2019年4月27日閲覧。
9. ↑  総務省統計局 (2012年1月20日). “平成22年国勢調査の調査結果(e-Stat) - 男女別人口及び世帯数 －町丁・字等” (CSV). 2019年4月27日閲覧。
10. ↑  総務省統計局 (2017年1月27日). “平成27年国勢調査の調査結果(e-Stat) - 男女別人口及び世帯数 －町丁・字等” (CSV). 2019年4月27日閲覧。
11. ↑  “市立小・中学校の通学区域一覧”.   名古屋市 (2018年11月10日). 2019年1月14日閲覧。
12. ↑  “平成29年度以降の愛知県公立高等学校（全日制課程）入学者選抜における通学区域並びに群及びグループ分け案について”.   愛知県教育委員会 (2015年2月16日). 2019年1月14日閲覧。
13. ↑  名古屋市交通局 なごや地図ナビ 清明山2013年10月8日閲覧。
14. ↑  平成24年12月に新しく開所する保育所への入所申込み（名古屋市WEBサイト）2012年9月25日更新、2013年10月8日閲覧。
15. 1 2 3  都市公園の名称、位置及び区域並びに供用開始の期日（昭和52年2月1日告示第38号）2013年10月8日閲覧。
16. ↑  郵便番号簿 平成29年度版 - 日本郵便. 2019年01月06日閲覧 (PDF)

### 書籍
1. ↑  千種区制施行50周年記念事業実行委員会編 1987.
2. ↑  小林元 1987.
3. 1 2 3 4  「角川日本地名大辞典」編纂委員会編 1989, p. 739.
4. ↑  『地名学選書 愛知県地名集覧（原題）明治十五年愛知県郡町村字名調』1932年愛知県教育会刊、日本地名学研究所（1969年5月30日）復刻、277頁。明治15年5月31日西春日井郡長櫛田利眞報告。